# Actinoleuca campbelli bountyensis
Actinoleuca campbelli bountyensis es una subespecie de molusco gasterópodo de la familia Liotiidae.

## Distribución geográfica
Se encuentra  en Nueva Zelanda.